# 14291 Savereide
14291 Savereide este o planetă minoră (asteroid), cu un diametru de 6,612 km, din centura de asteroizi. A fost descoperită pe 25 martie 1971 la Observatorul Palomar de Cornelis Johannes van Houten. 
Obiectul prezintă o orbită caracterizată de o semiaxă mare de 2,3546623 UAi, o excentricitate de 0,13, o înclinație de 11,68821 ° în raport cu ecliptica.